# Guildhall
Guildhall är en kommun (town) i Essex County i delstaten  Vermont, USA. Guildhall är huvudort (County seat) i Essex County. Vid folkräkningen år 2000 bodde 268 personer på orten. Den har enligt United States Census Bureau en area på totalt 84,7 km², allt är land. 